# Jean Seberg
Jean Seberg (Marshalltown (Iowa), 13 november 1938 - Parijs, 30 augustus 1979) was een Amerikaans actrice.

## Biografie
Seberg studeerde aan de University of Iowa. Ze werd ontdekt door regisseur Otto Preminger en haar filmdebuut was dan ook in zijn film Saint Joan (1957), waarin ze de hoofdrol (Jeanne d'Arc) speelde. Ze speelde in 34 films, waaronder Jean-Luc Godards 'À bout de souffle', de westernmusical 'Paint Your Wagon' en de rampenfilm 'Airport'. Ze is van 1962 tot 1970 getrouwd geweest met Romain Gary.
Eind jaren zestig begon ze actiegroepen als de 'NAACP' en de 'Black Panther Party' te steunen. In deze tijd begon ze ook aan depressies te lijden en werd ze afhankelijk van drank en medicijnen. Ze deed diverse zelfmoordpogingen en in augustus 1979 werd ze vermist. Elf dagen later werd ze dood gevonden in haar eigen auto in een voorstad van Parijs. Volgens het politierapport had ze zelfmoord gepleegd door een overdosis medicijnen gecombineerd met heel veel alcohol in te nemen. Over de doodsoorzaak zijn veel twijfels geweest, omdat het met zoveel alcohol in haar bloed (8 promille, meestal raakt men met 6 promille al in een coma) onwaarschijnlijk was dat ze zo ver had kunnen rijden. Bovendien had ze haar bril niet bij zich. Ze ligt begraven op de begraafplaats Montparnasse in Parijs.

## Beknopte filmografie
- 1957 - Saint Joan als Jeanne d'Arc
- 1958 - Bonjour tristesse als Cécile
- 1959 - The Mouse That Roared als Helen Kokintz
- 1960 - À bout de souffle (regie Jean-Luc Godard) als Patricia Franchini
- 1964 - Lilith als Lilith Arthur
- 1969 - Paint Your Wagon (regie Joshuan Logan) als Elizabeth
- 1970 - Airport als Tanya Livingston
- 1972 - Camorra als Luisa
- 1972 - L'Attentat als Edith Lemoine
- 1976-  Die Wildente als Gina Ekdal